# Спухля
Спухля (словен. Spuhlja) — поселення в общині Птуй, Подравський регіон‎, Словенія.